# Glenroy Gilbert
	Glenroy John Gilbert (Port of Spain, 31 augustus 1968) is een Canadese voormalige atleet en bobsleeër.

## Biografie
Gilbert werd geboren in de hoofdstad van Trinidad en Tobago Port of Spain. Gilbert kwam uit voor Canada.
Namens Canada nam Gilbert vijfmaal deel aan de Olympische Spelen, viermaal bij de atletiek en in 1994 op de winterspelen bij het bobsleeën.
Gilbert behaalde zijn grootste succes op de 4 × 100 m estafette. Samen met zijn ploeggenoten werd hij in 1995 en 1997 wereldkampioen en in het Amerikaanse Atlanta olympisch kampioen.

## Titels
- Olympisch kampioen 4 × 100 m - 1996
- Wereldkampioen - 1995, 1997

## Persoonlijke records
| Onderdeel   | Prestatie | Plaats   | Datum            |
| ----------- | --------- | -------- | ---------------- |
| 100 m       | 10,10 s   | Victoria | 22 augustus 1994 |
| 200 m       | 20,37 s   | Londen   | 05 juni 1993     |
| verspringen | 8,04 m    | Bogotá   | 11 augustus 1989 |

## Palmares

### 100 m
- 1994: 52 GB - 10,11 s
- 1995: KF WK - 10,41 s
- 1996: 5e KF OS - 10,28 s
- 1998: HF GB - 10,51 s

### 200 m
- 1993: 5e QF WK - 20,81 s

### 4 × 100 m
- 1992: HF OS - DNF
- 1993:  WK - 33,83 s
- 1995:  WK - 38,31 s
- 1996:  OS - 37,69 s
- 1997:  WK - 37,86 s
- 1998:  GB - 38,46 s
- 1999: Series WK - DQ
- 2000: HF OS - 39,92 s
- 2001: HF WK - 39,16

### Verspringen
- 1998: kwalificatie OS - 7,61 m
- 1989 kwalificatie WKI - 7,33 m

### Tweemansbob
- 1994 15e OWS

### Viermansbob
- 1994 11e OWS

1912: Jacobs, Macintosh, d'Arcy, Applegarth ·
1920: Paddock, Scholz, Murchison, Kirksey ·
1924: Clarke, Hussey, Leconey, Murchison ·
1928: Wykoff, Quinn, Borah, Russell ·
1932: Kiesel, Toppino, Dyer, Wykoff ·
1936: Owens, Metcalfe, Draper, Wykoff ·
1948: Ewell, Wright, Dillard, Patton ·
1952: Smith, Dillard, Remigino, Stanfield ·
1956: Murchison, King, Baker, Morrow ·
1960: Cullmann, Hary, Mahlendorf, Lauer ·
1964: Drayton, Ashworth, Stebbins, Hayes ·
1968: Greene, Pender, Smith, Hines ·
1972: Black, Taylor, Tinker, Hart ·
1976: Glance, Jones, Hampton, Riddick ·
1980: Moeravjov, Sidorov, Prokofjev, Aksinin ·
1984: Graddy, Brown, Smith, Lewis ·
1988: Bryzgin, Krylov, Moeravjov, Savin ·
1992: Marsh, Burrell, Mitchell, Lewis ·
1996: Esmie, Gilbert, Surin, Bailey ·
2000: Drummond, Williams, Lewis, Greene ·
2004: Gardener, Campbell, Devonish, Lewis-Francis ·
2008: Bledman, Burns, Callender, Thompson ·
2012: Carter, Frater, Blake, Bolt ·
2016: Powell, Blake, Ashmeade, Bolt ·
2020: Desalu, Jacobs, Patta, Tortu ·
2024: Brown, Blake, Rodney, De Grasse
1983 King, Gault, Smith, Lewis ·
1987 McRae, McNeill, Glance, Lewis ·
1991 Cason, Burrell, Mitchell, Lewis ·
1993 Drummond, Cason, Mitchell, Burrell ·
1995 Esmie, Gilbert, Surin, Bailey ·
1997 Esmie, Gilbert, Surin, Bailey ·
1999 Drummond, Montgomery, Lewis, Greene ·
2001 Nagel, du Plessis, Newton, Quinn ·
2003 Capel, Williams, Patton, Johnson ·
2005 Doucouré, Pognon, De Lépine, Dovy ·
2007 Patton, Spearmon, Gay, Dixon ·
2009 Mullings, Frater, Bolt, Powell ·
2011 Carter, Frater, Blake, Bolt ·
2013 Carter, Bailey-Cole, Ashmeade, Bolt ·
2015 Carter, Powell, Ashmeade, Bolt ·
2017 Ujah, Gemili, Talbot, Mitchell-Blake ·
2019 Coleman, Gatlin, Rodgers, Lyles ·
2022 Brown, Blake, Rodney, De Grasse ·
2023 Coleman, Kerley, Carnes, Lyles
- World Athletics: 14174226